# We're gonna move
We're gonna move (Vamos a movernos) es una canción compuesta por Elvis Presley y Vera Matson, la esposa de Ken Darby, el escritor y publicista de Elvis Presley.  La canción formó parte de la banda sonora de la película producida por la 20 Century Fox titulada Love me tender y RCA la editó conjuntamente con las demás canciones del film en formato EP en 1956. 

## Grabación y edición
Elvis Presley grabó la canción en el estudio Fox Stage 1 de Hollywood, California en 1956.  Como la cinta iba a producirse para la musicalización de la película "Love me tender" (la cual originalmente iba a llamarse "The Reno Brothers") el estudio no permitió que la banda de músicos que habían comenzado a acompañar a Elvis, formada por Scotty Moore, Bill Black, y D. J. Fontana grabasen ninguna de las canciones, ya que los consideraron demasiado hillbillies. Esto desilusionó al mismo Elvis ya que además de tener que sesionar con otros ejecutantes de los cuales no era habitué, su banda de apoyo se había pagado los costos de los traslados hasta Hollywood por su propia cuenta para la audición. 
El EP editado por RCA bajo el número EPA-4006 incluyó además de este tema, las canciones Love me tender, la cual daba nombre al film, Poor Boy y Let me. 
"We're gonna move" fue incluida posteriormente en el álbum compilado A date with Elvis, el cual se editó mientras Elvis aún cumplía con el servicio militar en Alemania, durante 1959. 

## Banda sonora
En lugar de una banda sonora completa de larga duración, para Love Me Tender, las cuatro canciones que aparecen en la película se lanzaron como un disco de reproducción extendida  de siete pulgadas y 45 RPM en RCA Records, "Love Me Tender", catálogo EPA 4006, durante noviembre de 1956. 
El EP fue certificado como Disco de Platino por la RIAA. Éste alcanzó el puesto 10 en la lista de EP de Billboard y el # 22 en la lista de álbumes Billboard 200.  Asimismo alcanzó el puesto # 9 en la lista Top Pop Albums con ventas de más de 600.000, además de llegar al puesto # 35 en la lista de sencillos. 

## Músicos
- Elvis Presley - voz
- Vito Mumuolo - guitarra
- Mike “Myer” Rubin - contrabajo
- Richard Cornell - batería
- Luther “Red” Roundtree - banjo
- Carl Fortina y Dominic Frontieri - acordeón
- Rad Robinson, Jon Dodson y Charles Prescott - coros [4]

## En la cultura popular
La canción fue también grabada por el actor y cantante Adriano Celentano en 1973 y editado en formato de sencillo de 45 RPM. 
The Beatles citaron a "we're gonna move" como inspiración para su tema "Fixing a Hole" del álbum Sgt. Pepper's Lonely Hearts Club Band 